# Les Adonaissants
Les Adonaissants est un ouvrage de sociologie de François de Singly, paru aux éditions Armand Colin en 2006.

## Résumé
François de Singly joue sur la notion d’adonaissant : à la fois ce terme indique la pré-adolescence puisque la recherche porte sur les jeunes filles et les jeunes hommes qui sont en début de collège, et aussi le début d’un long processus, la naissance d’un « individu », autonome. Cet ouvrage se situe donc dans la perspective d’une sociologie de l’individu dans les sociétés contemporaines où l’injonction sociale de « devenir soi-même » est forte.
Durant cette période, l'enfant est toujours un mineur sous l'autorité de ses parents. Il est, selon les termes de François de Singly, « fille de » ou « fils de ». Mais il acquiert progressivement le droit de penser librement, d’avoir des activités non décidées par ses parents. L’adonaissant a donc une nature double : il est petit et il n'est pas seulement petit.
On retrouve le principe central de l’individualisme tel que le définit François de Singly, à savoir que l’individu n’existe que dans un tel dédoublement identitaire. Le lien de filiation doit pouvoir coexister avec d’autres dimensions de l’identité des adonaissants, notamment avec le lien amical. Apprendre à dire « je » n’est possible que dans le « jeu » entre ces différentes dimensions. A l’adonaissance, l’affirmation de soi est encore, le plus souvent, modeste. Elle s’inscrit par exemple dans le refus de telle ou telle activité planifiée par les parents. Les adonaissants sont en demande de petits gestes de flexibilité de la part de leurs parents, sans entrer  en forte opposition avec leur identité familiale.
François de Singly se pose donc la question suivante : si « socialement l’adolescence a été construite comme l’âge autorisant explicitement la revendication d’une identité personnelle, quel est le processus d'individualisation qui mène de l'enfance où l'individu est totalement dépourvu d'identité personnelle à l'adolescence ? Comment se déroule le processus d'individualisation grâce auquel l’enfant grandit en ayant de plus en plus une identité personnelle ? »
Delphine Chauffaut, dans un compte-rendu de l’ouvrage, souligne qu’un des intérêts de l'ouvrage est de donner à voir une multiplicité d'histoires de vie, ce qui explique sa longueur, et permet au lecteur d'avoir le sentiment de se plonger dans le journal d'enquête du sociologue.

## Méthodologie de l'enquête
L'ouvrage a été rédigé à partir de trois enquêtes. La première, centrale, a été menée en Allemagne et en France auprès de quatre-vingt jeunes, élèves de sixième et de cinquième (ou de classes équivalentes en Allemagne), habitants de grandes villes. La méthode employée est une méthode par entretien. Chaque adonaissant devait remplir un carnet de déplacements (sans ses parents) dans la ville, et ensuite répondre à des questions portant sur ses activités. Le corpus était structuré selon trois grandes variables, le milieu social des parents (populaire, moyen, cadre), le sexe de l’adonaissant et la nationalité. Un deuxième entretien permettait de préciser la manière dont chacun vivait sa relation à ses parents. Le matériau était assez riche pour que soient dessinés des portraits différenciés selon leur degré d’individualisation.
L’originalité de la méthode réside avant tout dans la construction des résultats et dans la manière de les présenter. En effet, l’enquête par entretiens approchait onze dimensions de l’indépendance et de l’autonomie des collégiens. On pouvait donc classer chaque individu selon un score et ensuite observer les variations selon le milieu social, le sexe et la résidence nationale. François de Singly retient une grande différence d’apprentissage de l’autonomie selon le milieu social. Il choisit de dessiner les portraits, à l’intérieur du milieu cadre et du milieu populaire, des filles et des garçons les plus conformes au modèle dominant dans leur groupe, et aussi les moins conformes. Le choix des portraits est donc contrôlé selon une méthodologie explicite.

## Principaux résultats
La gestion de l’heure du coucher montre ce balancement entre l’autorité affirmée des parents et l’éventuelle prise de liberté du jeune. Ainsi, les parents des adonaissants font en général respecter une heure de coucher précise, ce qui est apprécié par la plupart des adonaissantscar ils estiment que c’est normal que les parents agissent ainsi. Mais cela ne leur interdit pas de transgresser la règle ainsi fixée en écoutant, après l’heure officielle des parents, leur musique, en jouant ou en regardant des séries. Ainsi une enquête auprès d’élèves de cinquième et de quatrième montre qu’un certain nombre dorment moins de six heures par nuit, allant jusqu’à programmer un réveil dans la nuit.  Les parents voulant éviter cette transgression autorisent des horaires plus souples, les soirs sans école le lendemain.
Les adonaissants ont en quelque sorte deux identités, représentées par un nous familial (la relation à la famille, en tant que fils de) et un nous générationnel (la relation aux amis, aux copains, et plus généralement aux jeunes de la même tranche d'âge). Le nous générationnel est un premier pas vers un je personnel, une identité propre, puisqu'il aide le jeune à être autre chose qu'un fils de ou fille de. Ce n’est qu’à l’adolescence que la fille ou le garçon parviendra à construire un univers personnel composé d’éléments tirés de sa famille, de l’école ou de ses pairs.  Dans Les Adonaissants, on remarque que certains adolescents tendent à mettre trop l’accent sur leur univers personnel, et que d’autres restent longtemps sous la dépendance de leurs parents (peut-être davantage les filles, bonnes élèves)